# Пјетрошан
Пјетрошан (алб. Pjetroshan) је насељено место у општини Велика Малесија у округу Скадар, Албанија. Према попису из 1989. године било је 1.092 становника.
Пјетрошан су једно од насеља малисорског племена Кастрати. Српски етнолог Андрија Јовићевић, 1923. године наводи да Пјетрошан има 30 кућа.